# Сінна площа (станція метро)
59°55′38″ пн. ш. 30°19′14″ сх. д. / 59.92722° пн. ш. 30.32056° сх. д.
Сінна площа (рос. Сенная площадь) — станція Московсько-Петроградської лінії Петербурзького метрополітену, розташована між станціями «Технологічний інститут» і «Невський проспект».
Станція відкрита 1 липня 1963 у складі ділянки «Технологічний інститут» - «Петроградська». Найменування отримала через розташування під однойменною площею. До липня 1992 мала назву «Площа Миру».

## Технічна характеристика
Конструкція станції — пілонна трисклепінна (глибина закладення — 55 м)

## Вестибюлі і пересадки
Спочатку наземний вестибюль планувалося в перспективі вбудувати в будівлю готелю, для чого був підірваний храм Спас-на-Сінній (у 2003 році в пам'ять про знесену церкву була споруджена каплиця біля метро), хоча на фундамент храму заходить лише лівий край сходів вестибюля. У 1981 році над ним збиралися надбудувати будівлю Ленінградського аеровокзалу, а з 2007 року планується вбудувати вестибюль в торговий центр «Пік».
Виходи на Сінну площу, Садову вулицю, вулицю Єфімова, до Московського проспекту, провулку Бринько, Гривцова, Спасського провулку, Сінному ринку.
Спочатку побудована як пілонна станція укороченим центральним залом, проте у 1991 було проведено реконструкцію станції у зв'язку з будівництвом переходу на станцію «Садова» і заділу для переходу на станцію «Спаська» , в результаті чого центральний зал було подовжено майже вдвічі, а прохід між четвертим і п'ятим пілонами до поїздів до станції «Парнас» було замуровано стіною. Похилий хід тристрічковий, починається з північного торця станції.
Перехід на станцію «Садова», споруджено у 1991, починається з центру залу крутими сходами, верхній майданчик якого знаходиться над коліями в бік станції «Купчино», далі починається пішохідний тунель, що закінчується сходами до верхнього ескалаторного залу. Перехід є найдовшим в Петербурзькому метрополітені.
Перехід на станцію «Спаська», споруджено у 2008 році, починається сходами з південного торця станції.

## Оздоблення
Спочатку станція була оздоблена виключно кахельною плиткою: пілони дрібною сіро-кремовою, колійні стіни — синьою. Назва станції підкреслювалась розміщеною у глухому торці станції написом «СРСР оплот миру». Лампи, що освітлюють центральний зал і платформи, приховані за карнизами люверсних решіток, виконаних з аннодованного металу. В результаті проведеної реконструкції в 1991 році було перекладено підлогу, пілони переоздоблені: плитка замінена на білий мармур, проте, економічні проблеми не дозволили виконати передбачені проектом декоративні барельєфи на пілонах. У 2008 році, у зв'язку з відкриттям переходу на станцію «Спаська» , асфальтову підлогу на платформах було замінено на граніт, повторно покладено підлогу центрального залу, а в південному торці було виконано мозаїчне панно «Три століття Санкт-Петербургу» (художники С. Н . Рєпін, В. В. Сухов, І. Г. Уралов, Н. П. Фомін). Композиція примикає до переходу і розвиває тему трьох століть петербурзького зодчества. Зображені в мозаїці гіпертрофовані капітелі трьох архітектурних стилів і розміщений вище текст із зазначенням історичних найменувань міста гармонійно з'єднує ці станції.

## Ресурси Інтернету
- «Сінна площа» на metro.vpeterburge.ru [Архівовано 23 жовтня 2013 у Wayback Machine.](рос.)
- «Сінна площа» на metrowalks.ru(рос.)
- «Сінна площа» на форуме Metro.NWD.ru [Архівовано 4 березня 2016 у Wayback Machine.](рос.)
- Санкт-Петербург. Петроград. Ленінград: Енциклопедичний довідник. «Площа Миру»(рос.)